# Harry Potter y la Orden del Fénix (videojuego)
Harry Potter y la Orden del Fénix (título original en inglés: Harry Potter and the Order of the Phoenix) es un videojuego basado en la quinta entrega de Harry Potter, la popular saga de libros y películas de J. K. Rowling, para Microsoft Windows, PlayStation 2, PlayStation 3, Xbox 360, PSP, Nintendo DS, Wii, Game Boy Advance y Mac OS X. Para PlayStation 3, PlayStation Portable, PlayStation 2 y Windows fue lanzado el 25 de junio en Estados Unidos, el 28 de junio en Australia y el 29 de junio en el Reino Unido y Europa; y el 3 de julio para la mayoría de las otras plataformas.
El objetivo del juego es explorar Hogwarts y seguir la historia del libro y la película. EA fomentó la participación de los seguidores en el desarrollo del juego y trabajó con un equipo de fans. No obstante, al contrario de los anteriores títulos como el Cáliz de Fuego que está más orientado a la acción, esta vez la aventura se asemeja al estilo "sandbox" (como Bully o GTA): Hogwarts es totalmente explorable la mayor parte del tiempo, y hay "puntos de descubrimientos" que proveen recompensas a los jugadores, que pueden ser activadas completando misiones. Además, hay batallas entre grupos de estudiantes.

## Sinopsis
El juego comienza con Harry en Privet Drive que es molestado por su primo Dudley Dursley, en Privet Drive comienza a llover y a hacer frío después de un día muy caluroso, Harry y Dudley se refugian bajo un puente donde los atacan dementores, el jugador tiene que hacer el hechizo Patronus para ahuyentar dementores, por lo que lo expulsan del colegio por hacer magia fuera del mismo.
Después Harry es trasladado al número 12 de Grimmauld Place donde están Sirius, Moody, Lupin, Tonks, Hermione y la familia Weasley le explican que aún no lo han expulsado y que tendrá una vista disciplinaria, también le dicen que ahí está el cuartel general de la Orden del Fénix, una sociedad secreta contra Voldemort, ahí el jugador aprende unos hechizos y Harry se entera de lo que hablan en las reuniones gracias a las orejas extensibles de Fred y George. Al siguiente día Harry es llevado a la vista en el ministerio de magia donde se libra de todos los cargos por hacer magia fuera de Hogwarts y llega a Hogwarts donde Dumbledore, en la cena del festín de bienvenida presenta a la Profesora Umbridge como nueva profesora de Defensa contra las Artes Oscuras, al siguiente día Harry aparece en el patio centra de Hogwarts y el jugador tiene que conducir a Harry hacia la sala común de Gryffindor donde esta Hermione esperándolos para ir a la clase de Defensa contra las Artes Oscuras con Dolores Umbridge, el jugador de nuevo tiene que conducir a Harry hacia Defensa contra las Artes Oscuras, ahí Harry pronuncia que Voldemort ha regresado, por lo que Umbridge lo castiga con Detención, Harry aprende 2 hechizos de defensa con Fred y George y luego va a detención con umbridge, donde esta hace una maldición a Harry en la mano, Hermione decide ir a la biblioteca a buscar un libro de curación, pero el libro resulta ser de la sección prohibida y Harry y sus amigos esconden el libro en el baño de Myrtle.
Harry, Ron y Hermione deciden encontrar un maestro que les enseñe, después de que Sirius les dijo que Umbridge no quiere que sepan combatir para no conspirar contra el ministerio, así que deciden formar un grupo llamado: Ejército de Dumbledore, el jugador tiene que reclutar con Harry a 27 miembros para el Ejército y aprender más hechizos de defensa y encantamientos dentro de la Sala de los Menesteres. Harry anuncia que las clases se reanudaran después de vacaciones y todos comienzan a irse, menos Cho que estaba llorando, Cho confiesa a Harry que le gusta mucho y se besan.
Unos días después Harry sueña que el Señor Weasley es atacado por una serpiente, en el Departamento de Misterios en el ministerio de magia y resulta real, Dumbledore ordena a Snape darle a Harry clases de Oclumancia, porque resulta que El Señor Tenebroso puede leer la mente de Harry, ahí el jugador tiene que enfrentar las clases de Oclumancia de Snape e impedir que este vea los recuerdos de Harry.
En las vacaciones de Navidad Harry pasa sus vacaciones en el número 12 de Grimmauld Place donde busca a Kreacher.
Después regresa a Hogwarts y se entera de que Hagrid regresó y les presenta a su medio-hermano Grawp, un gigante, y el jugador se tiene que enfrentar de nuevo a sus clases de Oclumancia de Snape. Harry enseña a los alumnos el Expecto Patronum, pero en poco tiempo son descubiertos por los Slytherins donde Harry se bate en duelo con ellos y termina herido y castigado por Umbridge, que envenenó a Cho con el veritaserum para decir la verdad, Harry es llevado por Umbridge al despacho de Dumbledore, pero este se echa la culpa diciendo que el pidió a Harry formar el grupo y que el nombre lo dice es: Ejército de Dumbledore no Ejército de Potter, Fudge ordena llevar a Dumbledore a Azkaban, pero este desaparece a través de polvos Flu.
Después de varias cosas Harry hace mini-misiones para seguir la historia, como hacer pantanos con cosas que construyeron en su tienda de atrticulos de broma de Fred y George, ayudar a Padma y Parvati Patil a quitar el sonido de los voceadores que puso Umbridge. Luego el jugador se ocupa a Fred y George para encender fuegos artificiales de sus artículos de broma y desquitarse de Umbridge, en eso Harry tiene un sueño de Sirius en el departamento de misterios, igual como con el señor Weasley y decide ir a verlo, pero es sorprendido por Umbridge, esta parece estar a punto de hacerle la maldición Cruciatus, pero Hermione menciona un arma secreta de Dumbledore, esta no era cierta, pero lograron deshacerse de Umbridge, después de deshacerse de todos sus escoltas, Harry, Ron, Hermione, Neville, Luna y Ginny parten hacia Londres.
En el departamento de mistetrios se dan cuenta de que no está Sirius de que todo era una trampa, pero se apoderan de una profecía, los mortifagos intentan quitarle la profecía, pero el E.D. huye, abajo los descubren Lucius Malfoy y Bellatrix Lenstrage, pero los salvan los miembros de la Orden del Fénix, donde el jugador se ocupa a Sirius, Bellatrix mata a Sirius y Harry corre tras Bellatrix y le lanza la maldición Cruciatus, después llega Dumbledore, el jugador se ocupa a este y batalla contra Voldemort, después de la batalla el ministerio de magia se entera de que lord Voldemort ha vuelto y publican en "El Profeta" esta noticia para terminar el juego.

## Personajes que aparecen y voces (Español)
- Harry Potter: Axel Amigo
- Hermione Granger: Michelle Jenner
- Ron Weasley: Raúl Rojo
- Lord Voldemort: Lorenzo Beteta
- Albus Dumbledore: Claudio Rodríguez
- Sirius Black: Pere Molina
- Fred Weasley: Jordi Cruz
- George Weasley: José Manuel Rodríguez
- Luna Lovegood: Ana Esther Alborg
- Severus Snape: Juan Fernández Mejías
- Argus Filch: Aparicio Rivero
- Minerva McGonagall: Luz Olier
- Rubeus Hagrid: Carlos Kaniowsky
- Pomona Sprout: Yolanda Pérez Segoviano
- Filius Flitwick: Eduardo Moreno
- Dolores Umbridge: Licia Alonso
- Myrtle la llorona: Chelo Vivares
- Neville Longbottom: Alejandro Saudinos
- Hannah Abbott: Laura Pastor
- Susan Bones: Beatriz Berciano
- Terry Boot: Pablo Tribaldos
- Cho Chang: Cristina Yuste
- Michael Corner: Sergio García Marín
- Colin Creevey: Miguel Rius
- Anthony Goldstein: Fernando Cabrera
- Angelina Johnson: Carmen Cervantes
- Lee Jordan: Cecilia Krum
- Ernie MacMillan: Noé Alcázar
- Parvati Patil: Elena Palacios
- Padma Patil: Olga Velasco
- Zacharias Smith: Adolfo Moreno
- Dean Thomas: Jesús Alberto Pinillos
- Ginny Weasley: Anahi De La Fuente
- Nick Casi Decapitado: Ángel Amorós
- Sybill Trelawney: Cristina Victoria
- Remus Lupin: Miguel Zúñiga
- Nymphadora Tonks: Inés Blázquez
- Arthur Weasley: Julián Rodríguez
- Bellatrix Lestrange: Mar Bordallo
- Lucius Malfoy: Carlos Del Pino
- Draco Malfoy: Nacho Aldeguer
- Gregory Goyle: Adrián Suárez
- Vincent Crabbe: Javier Balas
- Dudley Dursley: Raúl Álcañiz
- Cornelius Fudge: Jose Ángel Juanes
- Kreacher: Tony Cruz
- Grawp: Francisco Javier Martínez
- Giffard Abbott: Hector Garay
- Basil Fronsac: Jaime Roca
- Damara Dodderidge: Charo Soria
- Percival Pratt: Roberto Cuenca Martínez
- Señora Gorda: Raquel Cubillo
- Elizabeth Burke: Luisa Ezquerra
- Pastora: Blanca Rada
- Edward Rabnott: Roberto Cuenca Martínez
- Google Stump: Eduardo Gutiérrez
- Temerius Shanks: Fran Jiménez
- Victudus Viridian: Jon Ciriano
- George Von Rheticus: Iván Moreno
- Timothy el Tímido: Fran Jiménez
- Campeones del Ajedrez Mágico: Blanca Rada, Angel Coomonte, Felicidad Barrio
- Campeones de los Naipes Explosivos: Raquel Cubillo, Chelo Molina
- Campeones de los Gobstones: Eduardo Gutiérrez, Ángel Coomonte, Ana Plaza, Inma Gallego
- Estudiantes de Gryffindor: Pilar Puebla, Valle Acebrón, Silvia Sarmentera, Álvaro Reina, Nuria Pascual, Sergio Sánchez Quiñones, Artur Palomo
- Estudiantes de Hufflepuff: Inma Gallego, Silvia Sarmentera, Álvaro Reina, Artur Palomo, Felicidad Barrio,
- Estudiantes de Ravenclaw: Nuria Pascual, Sergio Sánchez Quiñones, Felicidad Barrio, Chelo Molina, Javier Lorca
- Estudiantes de Slytherin: Pilar Puebla, Valle Acebrón, Álvaro Reina, Nuria Pascual, Sergio Sánchez Quiñones, Ana Plaza, Artur Palomo, Chelo Molina, Javier Lorca, Carmen Árevalo, Belén Rodríguez

## Personajes que aparecen y voces (Japonesa)
TBA

## Hechizos y Encantamientos

### Encantamientos comunes
- Accio: Permite traer objetos que están cerca de Harry. Harry lo aprende al llegar al cuartel de la Orden del Fénix.

- Depulso: Lanza hacia adelante objetos que estén cerca. Harry lo aprende junto al Accio al llegar al cuartel de la Orden del Fénix.

- Reparo: Este encantamiemto permite reparar objetos rotos como platos, muebles, piedras; a veces requiere ayuda de sus amigos. Lo aprendes al ayudarle a Sirius y Hermione a limpiar el comedor en la Orden del Fénix.

- Wingardium Leviosa: Se utiliza para levantar objetos y lanzarlos por los aires, al igual que el reparo, a veces Harry necesita ayuda de sus amigos para levantar objetos pesados. Harry lo aprende al ayudarle a Ron a meter su ropa en su maleta portaequipaje en el cuartel de la Orden del Fénix.

- Incendio: Su nombre lo dice pues hace prender fuego en los faroles que hay en los pasillos de Hogwarts. Hermaione se lo enseña a Harry al prender fuego en los faroles del baño de Myrtle, la llorona.

- Reducto: Se utiliza para destruir cosas, es lo contrario de Reparo que repara las cosas, mientras que este las destruye. Harry se lo enseña a Ginny cuando es profesor de Defensa contra las Artes los Oscuras en la Sala de los Menesteres.

### Hechizos de Defensa
- Desmaio: Hechizo aturdidor. Harry lo aprende de Fred y George al no querer Umbridge enseñarles hechizos de defensa.

- Expelliarmus: En este juego se utiliza para empujar a la víctima a corta distancia. Harry lo aprende junto al Desmaio de Fred y George.

- Rictusempra: En el juego son pequeños rayos aturdidores. Harry se lo enseña a los estudiantes en la Sala de los Menesteres.

- Protego: Este hechizo, permite protegerse de los hechizos de los rivales. Harry se lo enseña a los estudiantes en la Sala de los Menesteres.

- Levicorpus: Este hechizo permite levantar a la víctima por los aires. Harry se lo enseña a los estudiantes en la Sala de los Menesteres.

- Petrificus Totalus: Petrifica al rival. Harry se lo enseña a Cho Chang en la Sala de los Menesteres.
- Expetrum Patronus: Defenderse de los dementores

## Cuadros y Gárgolas
- Damara Dodderidge: Rachel Atkins.
- Elizabeth Burke: Anna Bentinck.
- Edward Rabnott y George von Rheticus: David Coker.
- Cuadro de Gryffindor, Percival Pratt, Timothy, the timid: Dominic Coleman.
- Cuadro del Jugador de Quidditch de Gryffindor: Adrian Fergus-Fulle.
- Cuadro femenino de Gryffindor, Giffard Abbott: Tony Dudson.
- Pastorcita: Eleanor Hans.
- Google Stump y Vindictus Viridian: Jonathan Hansler.

## Recepción
El juego ha sido recibido con opiniones mixtas aunque esto es común con adaptaciones. La mayoría de los críticos prefieren la versión en Wii debido a que el control del Wiimote es parecido al de una varita.